# Liste des cavités naturelles les plus profondes de la Haute-Savoie
La liste des cavités naturelles les plus profondes de la Haute-Savoie recense, sous forme de tableau(x), les cavités souterraines naturelles connues dans ce département français, dont le dénivelé est supérieur ou égal à cent mètres.
La communauté spéléologique considère qu'une cavité souterraine naturelle n'existe vraiment qu'à partir du moment où elle est « inventée » c'est-à-dire découverte (ou redécouverte), inventoriée, topographiée et publiée. Bien sûr, la réalité physique d'une cavité naturelle est la plupart du temps bien antérieure à sa découverte par l'homme ; cependant tant qu'elle n'est pas explorée, mesurée et révélée, la cavité naturelle n'appartient pas au domaine de la connaissance partagée.
La liste spéléométrique des 279 plus profondes cavités naturelles de la Haute-Savoie (≥ cent mètres) est actualisée à fin août 2023.
La plus profonde cavité souterraine naturelle répertoriée dans le département de la Haute-Savoie est « le Réseau Lucien Bouclier », sur la commune de Samoëns (cf. ligne 1 du tableau ci-dessous).
| \| Histogramme de la répartition des plus profondes cavités naturelles de la Haute-Savoie par classe de dénivelé -- Les 279 cavités citées août 2023 sont réparties en 4 classes de dénivelé -- \| \| \| \| \| \| \| \| \| \| \| \| \| \| \| classe I >= 500 m 15 cavité[s] \| classe II >= 200 m et < 500 m 82 cavités \| classe III >= 150 m et < 200 m 77 cavités \| classe IV >= 100 m et < 150 m 105 cavités \| \| |                                |                                          |                                           |                                           |  |
| Le graphique qui aurait dû être présenté ici ne peut pas être affiché car il utilise l'ancienne extension Graph, désactivée pour des questions de sécurité. Des indications pour créer un nouveau graphique avec la nouvelle extension Chart sont disponibles ici . |                                |                                          |                                           |                                           |  |
| Histogramme de la répartition des plus profondes cavités naturelles de la Haute-Savoie par classe de dénivelé -- Les 279 cavités citées août 2023 sont réparties en 4 classes de dénivelé -- |                                |                                          |                                           |                                           |  |
| |                                |                                          |                                           |                                           |  |
| | classe I >= 500 m 15 cavité[s] | classe II >= 200 m et < 500 m 82 cavités | classe III >= 150 m et < 200 m 77 cavités | classe IV >= 100 m et < 150 m 105 cavités |  |

## Cavités de la Haute-Savoie (France) de dénivellation supérieure ou égale à500m
15 cavités sont recensées dans cette « classe I » au 31-08-2024.
| Réf. | Cavités (autres noms)                                                                              | Communes                    | Massifs ou zones géographiques             | Coordonnées (WGS 84)        | Dénivelée (en mètres) | Développement (en mètres) | Sources ou références                                                                                      | Mises à jour |
| ---- | -------------------------------------------------------------------------------------------------- | --------------------------- | ------------------------------------------ | --------------------------- | --------------------- | ------------------------- | --- | ------------ |
| 1    | Réseau Lucien Bouclier (gouffre Mirolda, gouffre Lucien Bouclier, gouffre des Jockers, F126, etc.) | Samoëns                     | Haut-Giffre, Aouille de Criou              | 46° 05′ 20″ N, 6° 46′ 14″ E | +001 661, m           | +22 032, m                | Spelunca no 103, Mercier, CDS 74, Spelunca n°89, Ursus.speleos.org & Les topographies du système du Criou. | 2024-01      |
| 2    | Gouffre Jean-Bernard.                                                                              | Samoëns                     | Haut-Giffre                                | 46° 06′ 08″ N, 6° 46′ 47″ E | +001 612, m           | +29 558, m                | Spéléo magazine & GS Vulcain                                                                               | 2024-07      |
| 3    | Réseau des Praz d'zeures .                                                                         | Serraval, Les Clefs         | La Tournette                               | 45° 48′ 56″ N, 6° 17′ 54″ E | +001 148, m           | +15 000, m                | Spéléo magazine n°21, Eric Madelaine & Spéléalpes n°4                                                      | 2022-08      |
| 4    | Réseau des Zorzières .                                                                             | Arâches-la-Frasse           | Désert de Platé                            | 46° 01′ 11″ N, 6° 40′ 39″ E | +000899, m            | +9 774, m                 | SC Mont Blanc, Spéléo magazine & Spéléo magazine n°109                                                     | 2020-02      |
| 5    | Trou des Jeunes - souffleur des Apollons - trou Godasse                                            | Fillière                    | Plateau des Glières, montagne de Sous-Dîne | 45° 59′ 43″ N, 6° 19′ 41″ E | +000751, m            | +7 173, m                 | scasse.cds74.org,                                                                                          | 2023-08      |
| 6    | Réseau de la Tête des Verds .                                                                      | Magland                     | Désert de Platé                            | 45° 59′ 55″ N, 6° 42′ 04″ E | +000747, m            | +11 000, m                | Philippe Audra & Michel Bugnet & Spéléalpes n°23                                                           | 2011-04      |
| 7    | Réseau de la Diau                                                                                  | Dingy-Saint-Clair, Fillière | Parmelan                                   | 45° 57′ 30″ N, 6° 16′ 58″ E | +000723, m            | +47 000, m                | Philippe Fleury, Scialet n°38 & Spelunca n°79 & Karstologia                                                | 2022-08      |
| 8    | Gouffre des Morts vivants                                                                          | Samoëns                     | Haut-Giffre, Aouille de Criou              | 46° 05′ 02″ N, 6° 46′ 58″ E | +000700, m            | +4 686, m                 | Spéléo dossiers n°21 & Criou 2023.                                                                         | 2023-12      |
| 9    | Tanne de la Canicule ou SD 27                                                                      | Fillière                    | Plateau des Glières, montagne de Sous-Dîne | 45° 59′ 41″ N, 6° 19′ 27″ E | +000686, m            | +2 500, m                 | scasse.cds74.org                                                                                           | 2021-08      |
| 10   | Réseau de Balacha .                                                                                | Arâches-la-Frasse           | Désert de Platé                            | 45° 59′ 55″ N, 6° 43′ 24″ E | +000665, m            | +4 756, m                 | Grottocenter, Clan des Tritons & Spéléalpes n°23                                                           | 2011-04      |
| 11   | Réseau de la Pointe de Sans Bet .                                                                  | Sixt-Fer-à-Cheval           | Haut-Giffre                                | 46° 05′ 14″ N, 6° 48′ 40″ E | +000656, m            | +8 000, m                 | Scialet n°6 & Scialet n°10                                                                                 | 2012-03      |
| 12   | Réseau de la Combe des Foges .                                                                     | Samoëns                     | Haut-Giffre                                | 46° 00′ 32″ N, 6° 44′ 47″ E | +000577, m            | +4 028, m                 | Spéléalpes n°2 & Spéléo dossiers n°12 & Spéléo dossiers n°16                                               | 2015-06      |
| 13   | Gouffre A3                                                                                         | Samoëns                     | Haut-Giffre, Massif de Bostan              | 46° 07′ 41″ N, 6° 47′ 09″ E | +000550, m            | +4 800, m                 | scasse.cds74.org & Spéléalpes n° 9                                                                         | 2015-06      |
| 14   | Gouffre de la Glacière .                                                                           | Brison                      | Rochers de Leschaux                        | 46° 01′ 35″ N, 6° 26′ 19″ E | +000532, m            | +2 536, m                 | Michel Delamette, Karsteau & karstexplo.fr,                                                                | 2015-06      |
| 15   | Tanne à Chalow ou le Grand Trou .                                                                  | Novel                       | Dent d'Oche                                | 46° 20′ 59″ N, 6° 44′ 22″ E | +000518, m            | +1 373, m                 | Grottocenter & Spéléalpes n°22.                                                                            | 2015-06      |

## Cavités de la Haute-Savoie (France) dont la dénivellation est comprise entre200 mètreset499 mètres
82 cavités sont recensées dans cette « classe II » au 31-07-2024.
| Réf. | Cavités (autres noms)                                         | Communes                    | Massifs ou zones géographiques       | Coordonnées (WGS 84)        | Dénivelée (en mètres) | Développement (en mètres) | Sources ou références                                                 | Mises à jour |
| ---- | ------------------------------------------------------------- | --------------------------- | ------------------------------------ | --------------------------- | --------------------- | ------------------------- | --------------------------------------------------------------------- | ------------ |
| 16   | Grotte de l'Envers - gouffre de l'Église Musset               | Mont-Saxonnex               | Bargy                                | 46° 01′ 12″ N, 6° 29′ 55″ E | +000487, m            | +3 500, m                 | karstexplo.fr, karstexplo.fr, karstexplo.fr                           | 2015-06      |
| 17   | Gouffre BBS 48                                                | Dingy-Saint-Clair           | Parmelan                             | 45° 56′ 18″ N, 6° 15′ 09″ E | +000485, m            | +1 100, m                 | Spéléalpes n°8                                                        | 2015-06      |
| 18   | Tanne à Paccot                                                | Fillière                    | Plateau des Glières                  | 45° 57′ 36″ N, 6° 19′ 13″ E | +000411, m            | +2 946, m                 | scasse.cds74.org & Spéléo dossiers n°41                               | 2022-08      |
| 19   | Gouffre JP 2                                                  | Fillière                    | Plateau des Glières                  | 46° 00′ 17″ N, 6° 20′ 44″ E | +000407, m            | +1 920, m                 | Spéléalpes n°5                                                        | 2015-06      |
| 20   | Gouffre de la Combe                                           | Dingy-Saint-Clair           | Bornes, massif Tête Ronde-Tête Noire | 45° 56′ 07″ N, 6° 17′ 41″ E | +000398, m            | +1 508, m                 | Guy Masson & CDS Haute-Savoie                                         | 2022-08      |
| 21   | Gouffre des Trois Barbus                                      | Arâches-la-Frasse           | Désert de Platé                      | 45° 59′ 29″ N, 6° 43′ 09″ E | +000390, m            | +1 200, m                 | Spéléalpes n°2                                                        | 2015-06      |
| 22   | Gouffre Titus                                                 | Arâches-la-Frasse           | Désert de Platé                      | 45° 59′ 50″ N, 6° 42′ 49″ E | +000385, m            | +2 661, m                 | Spéléo dossiers n°15 & Spéléalpes n°26                                | 2025-08      |
| 23   | Réseau de la Combe aux Puaires                                | Samoëns                     | Haut-Giffre                          | 46° 06′ 51″ N, 6° 47′ 39″ E | +000379, m            | +10 155, m                | Spéléo magazine & GS Vulcain                                          | 2024-07      |
| 24   | Gouffre de Chombas                                            | Le Grand-Bornand            | Aravis                               | 45° 56′ 44″ N, 6° 32′ 22″ E | +000375, m            | +2 146, m                 | scasse.cds74.org & Scialet n°45                                       | 2015-06      |
| 25   | Gouffre du Disque                                             | Arâches-la-Frasse           | Désert de Platé                      | 45° 58′ 38″ N, 6° 42′ 57″ E | +000372, m            | NC m                      | Scialet n°32 & Scialet n°33                                           | 2015-06      |
| 26   | Réseau de Bunant.                                             | Dingy-Saint-Clair, Fillière | Parmelan                             | 45° 58′ 08″ N, 6° 15′ 39″ E | +000370, m            | +33 500, m                | Guy Masson, Spéléalpes n°5, Jean-François Ray (CDS 74) & Grottocenter | 2017-01      |
| 27   | Gouffre Karen                                                 | Passy                       | Désert de Platé                      | 45° 59′ 39″ N, 6° 43′ 10″ E | +000369, m            | +2 700, m                 | Spéléalpes n°10                                                       | 2015-06      |
| 28   | Réseau de la Combe de Biolland (tanne Frede et tanne Kaï-Kaï) | Mont-Saxonnex               | Bargy                                | 46° 00′ 49″ N, 6° 28′ 33″ E | +000360, m            | +2 225, m                 | Spéléalpes n°6 & Spéléalpes n°13                                      | 2015-06      |
| 29   | Trou de l'Ozone                                               | Sixt-Fer-à-Cheval           | Chaîne des Fiz                       | 46° 00′ 20″ N, 6° 46′ 21″ E | +000358, m            | +1 272, m                 | asvfspeleo & Scialet n°20                                             | 2012-03      |
| 30   | Gouffre CP 39 - LP 9                                          | Samoëns                     | Haut-Giffre                          | 46° 06′ 55″ N, 6° 47′ 54″ E | +000356, m            | +1 453, m                 | GS Vulcain                                                            | 2015-06      |
| 31   | Gouffre Martel                                                | Arâches-la-Frasse           | Désert de Platé                      | 45° 59′ 37″ N, 6° 42′ 58″ E | +000350, m            | NC m                      | Spéléo dossiers n°15                                                  | 2015-06      |
| 32   | Réseau des Marmottes                                          | La Balme-de-Thuy            | Dent de Cruet                        | 45° 51′ 42″ N, 6° 15′ 30″ E | +000350, m            | +3 905, m                 | Scialet n°30 & Scialet n°47                                           | 2019-10      |
| 33   | Gouffre du Babet                                              | Samoëns                     | Haut-Giffre, Aouille de Criou        | 46° 05′ 07″ N, 6° 47′ 18″ E | +000348, m            | NC m                      | Spéléo dossiers n°20                                                  | 2015-06      |
| 34   | Gouffre de Rivière Enverse                                    | Arâches-la-Frasse           | Désert de Platé                      | 46° 01′ 06″ N, 6° 41′ 21″ E | +000340, m            | +1 000, m                 | Spéléo dossiers n°15                                                  | 2015-06      |
| 35   | Gouffre du Colonney                                           | Magland                     | Désert de Platé                      |                             | +000336, m            | NC m                      | Spéléo dossiers n°20                                                  | 2015-06      |
| 36   | Tanne du chat blanc                                           | Brison                      | Rochers de Leschaux                  | 46° 01′ 38″ N, 6° 26′ 30″ E | +000330, m            | +2 020, m                 | scasse                                                                | 2024-08      |
| 37   | Gouffre de la Haute voltige                                   | Mont-Saxonnex               | Bornes                               | 46° 01′ 24″ N, 6° 27′ 12″ E | +000322, m            | +1 450, m                 | Scialet n°3                                                           | 2015-06      |
| 38   | Gouffre des Tours ou TO 12                                    | Les Clefs                   | La Tournette                         | 45° 49′ 44″ N, 6° 17′ 12″ E | +000316, m            | +2 850, m                 | Scialet n°31                                                          | 2012-03      |
| 39   | Gouffre des Lanches Blanches                                  | Magland                     | Désert de Platé                      | 45° 58′ 55″ N, 6° 42′ 31″ E | +000315, m            | NC m                      | Spéléo dossiers n°17                                                  | 2011-04      |
| 40   | Gouffre de la Petite Marielle                                 | Magland                     | Désert de Platé                      |                             | +000302, m            | NC m                      | Spéléométrie de la France                                             | 2011-04      |
| 41   | Tanne Charbonnière                                            | Sixt-Fer-à-Cheval           | Chaîne des Fiz                       | 45° 59′ 33″ N, 6° 46′ 16″ E | +000302, m            | +0531, m                  | Spéléalpes n°10 & Spéléo dossiers n°20                                | 2012-03      |
| 42   | Gouffre Antistress 60                                         | Brison                      | Rochers de Leschaux                  | 46° 01′ 34″ N, 6° 26′ 01″ E | +000301, m            | +3 046, m                 | Guy Masson & scasse                                                   | 2021-08      |
| 43   | Gouffre la mine Dada                                          | Samoëns                     | Haut-Giffre, Aouille de Criou        | 46° 05′ 02″ N, 6° 47′ 00″ E | +000298, m            | +0450, m                  | Scialet n°4 & Spéléo dossiers n°19                                    | 2015-06      |
| 44   | Tanne à la Graille                                            | Fillière                    | Champ Laitier                        | 45° 59′ 11″ N, 6° 18′ 40″ E | +000296, m            | +1 710, m                 | Scialet n°12                                                          | 2000-12      |
| 45   | Trou à Philippe                                               | Mont-Saxonnex               | Rochers de Leschaux                  | 46° 01′ 21″ N, 6° 27′ 21″ E | +000283, m            | +1 200, m                 | Grottocenter                                                          | 2000-12      |
| 46   | Gouffre de l'Arbaron                                          | Arâches-la-Frasse           | Désert de Platé                      | 46° 00′ 41″ N, 6° 40′ 18″ E | +000282, m            | +0902, m                  | Spéléalpes n°26                                                       | 2024-08      |
| 47   | Grotte des Colchiques-gouffre du Crépuscule (B 114-B 112)     | Samoens                     | Haut-Giffre, Massif de Bostan        | 46° 07′ 40″ N, 6° 47′ 17″ E | +000281, m            | +1 500, m                 | Spéléalpes n°18 & scasse                                              | 2000-12      |
| 48   | Gouffre FP 21                                                 | Passy                       | Désert de Platé                      |                             | +000280, m            | NC m                      | Spéléalpes n°11                                                       | 2005-01      |
| 49   | Antre du Génie                                                | Passy                       | Désert de Platé                      |                             | +000280, m            | NC m                      | Spéléométrie de la France                                             | 2005-01      |
| 50   | Gouffre des Rataillons                                        | Magland                     | Désert de Platé                      | 45° 59′ 32″ N, 6° 42′ 08″ E | +000277, m            | +0446, m                  | Grottes de Savoie n°10                                                | 2005-01      |
| 51   | Gouffre Clarisse                                              | Dingy-Saint-Clair           | Bornes, Mont Téret                   | 45° 55′ 22″ N, 6° 15′ 49″ E | +000271, m            | +0360, m                  | Spéléalpes n°8                                                        | 2005-01      |
| 52   | Gouffre Bub                                                   | Magland                     | Désert de Platé                      | 45° 59′ 19″ N, 6° 42′ 52″ E | +000270, m            | NC m                      | Spéléalpes n°11 & Spéléalpes n°13                                     | 2005-01      |
| 53   | Grotte des Boitons                                            | Brizon                      | Rochers de Leschaux                  | 46° 01′ 03″ N, 6° 25′ 08″ E | +000270, m            | NC m                      | Grottocenter                                                          | 2005-01      |
| 54   | Gouffre du Libanais                                           | Magland                     | Désert de Platé                      |                             | +000270, m            | +0650, m                  | Spéléalpes n°18                                                       | 2005-01      |
| 55   | Tanne à la R'noille                                           | Mont-Saxonnex               | Rochers de Leschaux                  | 46° 02′ 01″ N, 6° 27′ 23″ E | +000268, m            | +2 500, m                 | Grottocenter & Scialet n°9                                            | 2015-06      |
| 56   | Gouffre des Trois Souches                                     | Fillière                    | Champ Laitier                        | 45° 58′ 26″ N, 6° 17′ 30″ E | +000268, m            | +1 830, m                 | Spéléalpes n°25 & scasse.cds74.org                                    | 2005-01      |
| 57   | Tanne du Bénitier                                             | Dingy-Saint-Clair           | Bornes, Mont Téret                   | 45° 55′ 26″ N, 6° 16′ 02″ E | +000266, m            | NC m                      | Karstexplo.fr                                                         | 2005-01      |
| 58   | Tanne du Toutou Cocu                                          | Glières-Val-de-Borne        | Plateau des Glières                  | 45° 58′ 57″ N, 6° 20′ 51″ E | +000265, m            | +0430, m                  | Clan spéléo des Troglodytes                                           | 2005-01      |
| 59   | Tanne du Soufflet (A4-A8)                                     | Les Villards-sur-Thônes     | Mont Lachat (massif des Bornes)      | 45° 55′ 26″ N, 6° 21′ 35″ E | +000265, m            | +1 088, m                 | Spéléalpes n°5                                                        | 2005-01      |
| 60   | Gouffre des Cartouches                                        | Dingy-Saint-Clair           | Bornes, Mont Téret                   | 45° 55′ 45″ N, 6° 16′ 18″ E | +000252, m            | +0400, m                  | Scialet n°36 & karstexplo.fr                                          | 2010-12      |
| 61   | Grotte de l’Entonnoir                                         | Fillière                    | Champ Laitier                        | 45° 58′ 16″ N, 6° 18′ 07″ E | +000250, m            | +3 328, m                 | Spéléométrie de la France, Spéléalpes n°3 & scasse                    | 2021-08      |
| 62   | Trou des Lucarnes                                             | Magland                     | Désert de Platé                      | 45° 59′ 23″ N, 6° 40′ 37″ E | +000250, m            | +0430, m                  | Spéléométrie de la France                                             | 2005-01      |
| 63   | Gouffre Daniel                                                | Samoëns                     | Haut-Giffre, Aouille de Criou        | 46° 04′ 52″ N, 6° 47′ 09″ E | +000240, m            | NC m                      | Spéléologie Dossiers n°16                                             | 2005-01      |
| 64   | Gouffre Marco Dolo                                            | Magland                     | Haut-Giffre                          |                             | +000240, m            | NC m                      | Spéléologie Dossiers n°18                                             | 2005-01      |
| 65   | Tanne des Barbares Burgondes                                  | Magland                     | Désert de Platé                      | 45° 59′ 23″ N, 6° 40′ 37″ E | +000240, m            | +0430, m                  | Spéléométrie de la France                                             | 2005-01      |
| 66   | Tanne des Gogalets                                            | Samoëns                     | Haut-Giffre, Massif de Bostan        | 46° 07′ 36″ N, 6° 47′ 05″ E | +000240, m            | +0855, m                  | Spéléalpes n°10                                                       | 2005-01      |
| 67   | Tanne à Jeannot                                               | Dingy-Saint-Clair           | Bornes, Mont Téret                   | 45° 55′ 19″ N, 6° 16′ 07″ E | +000239, m            | NC m                      | Spéléalpes n°18                                                       | 2005-01      |
| 68   | Exsurgence de Morette                                         | La Balme-de-Thuy            | Bornes                               | 45° 54′ 02″ N, 6° 17′ 19″ E | +000238, m            | +3 590, m                 | plongeesout.com & au-coeur-de-la-terre.org                            | 2018-01      |
| 69   | Gouffre Jean-Claude                                           | Glières-Val-de-Borne        | Plateau des Glières                  | 45° 58′ 28″ N, 6° 19′ 48″ E | +000238, m            | +0310, m                  | Spéléologie Dossiers n°19 & Guy Masson                                | 2022-09      |
| 70   | Grotte de l'Ermoy                                             | Samoëns                     | Haut-Giffre                          | 46° 05′ 54″ N, 6° 45′ 11″ E | +000237, m            | +3 838, m                 | GS Vulcain & Spéléo dossiers n°23                                     | 2015-06      |
| 71   | Gouffre du Carré d'As                                         | Sixt-Fer-à-Cheval           | Haut-Giffre, Grenier de Commune      | 46° 02′ 29″ N, 6° 50′ 32″ E | +000236, m            | +1 600, m                 | Karstexplo, Karstexplo,                                               | 2005-01      |
| 72   | Gouffre Jean-Claude Étienne                                   | Les Villards-sur-Thônes     | Mont Lachat (massif des Bornes)      | 45° 55′ 43″ N, 6° 21′ 59″ E | +000236, m            | +0400, m                  | Spéléalpes n°5                                                        | 2005-01      |
| 73   | Gouffre CP 21                                                 | Samoëns                     | Haut-Giffre                          | 46° 06′ 51″ N, 6° 47′ 30″ E | +000235, m            | +0383, m                  | Grottocenter & Spéléo-dossiers n°35                                   | 2005-01      |
| 74   | Gouffre du Vieux Tacot                                        | Mont-Saxonnex               | Rochers de Leschaux                  | 46° 02′ 00″ N, 6° 27′ 30″ E | +000234, m            | NC m                      | Grottocenter                                                          | 2005-01      |
| 75   | Tanne aux Moutons                                             | Les Clefs                   | La Tournette                         | 45° 49′ 50″ N, 6° 17′ 45″ E | +000234, m            | +0633, m                  | Spéléalpes n°17                                                       | 2005-01      |
| 76   | Tanne des Pisse-Froid                                         | Samoëns                     | Haut-Giffre, Massif de Bostan        | 46° 06′ 48″ N, 6° 47′ 07″ E | +000232, m            | NC m                      | Scialet n°4                                                           | 2005-01      |
| 77   | Gouffre B 36 ou Trou de Valdoie                               | Samoëns                     | Haut-Giffre                          | 46° 06′ 10″ N, 6° 47′ 06″ E | +000230, m            | NC m                      | Spéléalpes n°3                                                        | 2005-01      |
| 78   | Gouffre des Orages-Gouffre des Aconits (B 115 & B 130)        | Samoëns                     | Haut-Giffre, Massif de Bostan        | 46° 07′ 31″ N, 6° 46′ 52″ E | +000230, m            | +1 050, m                 | Spéléalpes n°18 & scasse                                              | 2000-12      |
| 79   | Tanne au Diable (RL 66)                                       | Brizon                      | Rochers de Leschaux                  | 46° 01′ 30″ N, 6° 26′ 24″ E | +000230, m            | +0300, m                  | Grottocenter & Spéléalpes n°3.                                        | 2005-01      |
| 80   | Tanne des Neiges                                              | Dingy-Saint-Clair           | Parmelan                             | 45° 56′ 41″ N, 6° 14′ 57″ E | +000225, m            | NC m                      | Scialet n°6                                                           | 2005-01      |
| 81   | Gouffre du Diable (RL71)                                      | Brizon                      | Rochers de Leschaux                  | 46° 01′ 30″ N, 6° 26′ 22″ E | +000223, m            | +0300, m                  | Grottocenter & Spéléalpes n°3.                                        | 2005-01      |
| 82   | Gouffre Mariat (TO1)                                          | Les Clefs                   | La Tournette                         | 45° 50′ 08″ N, 6° 17′ 46″ E | +000224, m            | +0880, m                  | Spéléométrie de la France & Scialet n°9                               | 2005-01      |
| 83   | Gouffre d’Excalibur                                           | Dingy-Saint-Clair           | Parmelan                             | 45° 57′ 01″ N, 6° 15′ 02″ E | +000220, m            | NC m                      | Spéléométrie de la France                                             | 2000-12      |
| 84   | Tanne des Optimistes- Gouffre du Bleu                         | Dingy-Saint-Clair           | Parmelan                             | 45° 57′ 06″ N, 6° 15′ 11″ E | +000220, m            | +1 000, m                 | Scialet n°7 & Spéléalpes n°3                                          | 2022-09      |
| 85   | Gouffre Pascal                                                | Bellevaux                   | Chablais                             | 46° 15′ 37″ N, 6° 33′ 25″ E | +000219, m            | +300, m                   | Spéléalpes n°2 & Grottocenter                                         | 2005-01      |
| 86   | Gouffre des Dalmatiens                                        | Sixt-Fer-à-Cheval           | Haut-Giffre                          | 45° 59′ 50″ N, 6° 45′ 59″ E | +000214, m            | +0617, m                  | Spéléologie Dossiers n°22                                             | 2005-01      |
| 87   | Grotte des Tignahustes (AR 6)                                 | Le Reposoir                 | Aravis                               | 45° 58′ 00″ N, 6° 32′ 43″ E | +000213, m            | NC m                      | Spéléalpes n°26                                                       | 2022-08      |
| 88   | Gouffre LSB 8                                                 | Le Grand-Bornand            | Bornes                               | 45° 57′ 09″ N, 6° 32′ 47″ E | +000213, m            | NC m                      | Spéléalpes n°10 & Sous le Plancher n°1                                | 2000-12      |
| 89   | Gouffre JPPDV                                                 | Fillière                    | Champ Laitier                        | 45° 57′ 54″ N, 6° 18′ 49″ E | +000212, m            | +1 855, m                 | Spéléalpes n°4 & scasse.cds74.org                                     | 2000-12      |
| 90   | Gouffre de l’Ecorchoir                                        | Samoëns                     | Haut-Giffre, Aouille de Criou        | 46° 05′ 15″ N, 6° 47′ 20″ E | +000210, m            | NC m                      | Spéléalpes n°17                                                       | 2000-12      |
| 91   | Gouffre des Pierres Volantes                                  | Sixt-Fer-à-Cheval           | Haut-Giffre                          | 46° 02′ 29″ N, 6° 50′ 32″ E | +000210, m            | +1 500, m                 | Spéléalpes n°9                                                        | 2005-01      |
| 92   | Trou des Suisses                                              | Glières-Val-de-Borne        | Plateau des Glières                  | 46° 01′ 13″ N, 6° 26′ 34″ E | +000210, m            | +0317, m                  | Grottocenter & Spéléologie Dossiers n°38                              | 2005-01      |
| 93   | Grotte Bayet                                                  | Dingy-Saint-Clair           | Mont Téret                           | 45° 55′ 40″ N, 6° 16′ 33″ E | +000210, m            | +0900, m                  | Scialet n°5                                                           | 2005-01      |
| 94   | Tanne du Vent Ilateur                                         | Thônes                      | Bornes, montagne de la Cotagne       |                             | +000207, m            | NC m                      | Spéléalpes n°12                                                       | 2005-01      |
| 95   | Gouffre de la Solitude                                        | Dingy-Saint-Clair           | Parmelan                             | 45° 56′ 39″ N, 6° 14′ 57″ E | +000205, m            | NC m                      | Scialet n°6                                                           | 2005-01      |
| 96   | Gouffre AR 130                                                | Le Grand-Bornand            | Aravis                               | 45° 57′ 24″ N, 6° 32′ 43″ E | +000200, m            | NC m                      | Spéléalpes n°13                                                       | 2005-01      |
| 97   | Gouffre Christian                                             | La Chapelle-d'Abondance     | Chablais                             | 46° 19′ 47″ N, 6° 47′ 40″ E | +000200, m            | NC m                      | Grottocenter                                                          | 2005-01      |

## Cavités de la Haute-Savoie (France) dont la dénivellation est comprise entre150 mètreset199 mètres
77 cavités sont recensées dans cette « classe III » au 31-08-2023.
| Réf. | Cavités (autres noms)                              | Communes                 | Massifs ou zones géographiques             | Coordonnées (WGS 84)        | Dénivelée (en mètres) | Développement (en mètres) | Sources ou références                                       | Mises à jour |
| ---- | -------------------------------------------------- | ------------------------ | ------------------------------------------ | --------------------------- | --------------------- | ------------------------- | ----------------------------------------------------------- | ------------ |
| 98   | Tanne aux Nanas                                    | Dingy-Saint-Clair        | Parmelan                                   | 45° 56′ 46″ N, 6° 14′ 50″ E | +000199, m            | +0448, m                  | Scialet n°17                                                | 2000-12      |
| 99   | Grotte des Calvaires                               | La Clusaz                | Aravis                                     | 45° 53′ 22″ N, 6° 28′ 17″ E | +000198, m            | +0383, m                  | Scialet n°18                                                | 2000-12      |
| 100  | Gouffre Innommable                                 | Samoëns                  | Haut-Giffre, Aouille de Criou              | 46° 05′ 19″ N, 6° 47′ 18″ E | +000195, m            | +0375, m                  | Spéléo dossiers n°17                                        | 2000-12      |
| 101  | Gouffre de Tardevant                               | La Clusaz                | Aravis                                     | 45° 55′ 25″ N, 6° 31′ 00″ E | +000194, m            | +0842, m                  | Scialet n°13                                                | 2000-12      |
| 102  | Tanne ô Lapin (Gouffre CAF 268)                    | Dingy-Saint-Clair        | Parmelan                                   | 45° 56′ 55″ N, 6° 15′ 18″ E | +000193, m            | NC m                      | Scialet n°5 & scialet n°15                                  | 2000-12      |
| 103  | Gouffre de Bostan                                  | Samoëns                  | Haut-Giffre, Massif de Bostan              | 46° 07′ 31″ N, 6° 47′ 02″ E | +000193, m            | NC m                      | scasse.cds74.org & Spéléalpes n°3                           | 2015-06      |
| 104  | Gouffre Charybde                                   | Le Grand-Bornand         | Aravis                                     | 45° 57′ 36″ N, 6° 32′ 29″ E | +000193, m            | +0510, m                  | Scialet n°13 & Scialet n°18.                                | 2000-12      |
| 105  | Gouffre de la Chausse trappe                       | Dingy-Saint-Clair        | Parmelan                                   | 45° 56′ 48″ N, 6° 14′ 47″ E | +000191, m            | NC m                      | Scialet n°23 & Scialet n°14.                                | 2000-12      |
| 106  | Gouffre de Germinal                                | Leschaux                 | Semnoz                                     | 45° 47′ 38″ N, 6° 06′ 29″ E | +000191, m            | +1 309, m                 | Grottocenter & spéleo Magazine n°92 page 21-29.             | 2000-12      |
| 107  | La caverne d'Ali Baba                              | Fillière                 | Parmelan                                   | 45° 57′ 38″ N, 6° 15′ 14″ E | +000191, m            | +0360, m                  | Spéléalpes n°3                                              | 2000-12      |
| 108  | Gouffre B 5                                        | Samoëns                  | Haut-Giffre, Massif de Bostan              |                             | +000191, m            | NC m                      | scasse.cds74.org & Spéléalpes n°3                           | 2000-12      |
| 109  | Gouffre des Grenouilles                            | Mont-Saxonnex            | Aravis, Chaine du Bargy                    | 46° 01′ 28″ N, 6° 30′ 04″ E | +000191, m            | +0322, m                  | Karstexplo.fr                                               | 2000-12      |
| 110  | Antre du Frustré (PA 199)                          | Dingy-Saint-Clair        | Parmelan                                   | 45° 57′ 09″ N, 6° 14′ 48″ E | +000190, m            | NC m                      | Spéléométrie de la France & Spéléalpes n°11                 | 2000-12      |
| 111  | Gouffre du Bizolet                                 | Samoëns                  | Haut-Giffre, Massif de Bostan              | 46° 07′ 41″ N, 6° 47′ 23″ E | +000190, m            | +0970, m                  | scasse.cds74.org                                            | 2022-08      |
| 112  | Gouffre du Jubilaire                               | Dingy-Saint-Clair        | Bornes, Mont Téret                         | 45° 55′ 32″ N, 6° 15′ 18″ E | +000188, m            | +0348, m                  | Spéléalpes n°24                                             | 2005-01      |
| 113  | Gouffre des Nodules                                | La Balme-de-Thuy         | Bornes, massif Tête Ronde-Tête Noire       | 45° 56′ 19″ N, 6° 17′ 53″ E | +000187, m            | +0438, m                  | scasse.cds74.org                                            | 2022-01      |
| 114  | Gouffre du Méphisto                                |                          | Désert de Platé                            |                             | +000187, m            | NC m                      | Spéléométrie de la France                                   | 2005-01      |
| 115  | Gouffre de la Mobylette                            | Samoëns                  | Haut-Giffre, Aouille de Criou              | 46° 05′ 30″ N, 6° 47′ 24″ E | +000185, m            | +0217, m                  | Spéléo dossiers n°25 & Les topographies du système du Criou | 2023-12      |
| 116  | Emergence des Marsouins                            | Sixt-Fer-à-Cheval        | Désert de Platé                            | 45° 59′ 58″ N, 6° 44′ 37″ E | +000185, m            | +1 750, m                 | Spéléométrie de la France & Spéléologie Dossiers n°15       | 2000-12      |
| 117  | Gouffre des Marmottes                              | Arâches-la-Frasse        | Désert de Platé                            | 45° 59′ 44″ N, 6° 42′ 42″ E | +000185, m            | +0447, m                  | Spéléologie Dossiers n°15                                   | 2000-12      |
| 118  | Tanne aux Manchots                                 | Brizon                   | Rochers de Leschaux                        | 46° 01′ 23″ N, 6° 25′ 51″ E | +000185, m            | NC m                      | Scialet n°32                                                | 2000-12      |
| 119  | Gouffre du TQQP                                    |                          | Désert de Platé                            |                             | +000185, m            | NC m                      | Spéléométrie de la France                                   | 2005-01      |
| 120  | Gouffre du Beau Nuxe                               | Dingy-Saint-Clair        | Bornes, Mont Téret                         | 45° 55′ 03″ N, 6° 15′ 29″ E | +000185, m            | NC m                      | Spéléométrie de la France                                   | 2000-12      |
| 121  | Cave du Château d’Oche                             | Bernex                   | Dent d'Oche                                | 46° 20′ 54″ N, 6° 44′ 23″ E | +000185, m            | +0310, m                  | Grottocenter                                                | 2000-12      |
| 122  | Gouffre du Kosmos                                  | Dingy-Saint-Clair        | Parmelan                                   | 45° 56′ 55″ N, 6° 15′ 11″ E | +000184, m            | +0238, m                  | Spéléalpes n°18                                             | 2000-12      |
| 123  | Puits des Glaçons                                  | Fillière                 | Bornes, montagne de Sous-Dîne              | 46° 00′ 11″ N, 6° 20′ 07″ E | +000183, m            | +0200, m                  | Spéléométrie de la France & Spéléalpes n°9                  | 2000-12      |
| 124  | Gouffre des Sapins (BV 12)                         | Bellevaux                | Chablais                                   | 46° 15′ 43″ N, 6° 33′ 35″ E | +000183, m            | +300, m                   | Spéléalpes n°2 & Grottocenter                               | 2005-01      |
| 125  | Réseau MS 9 - MS 13                                | Seythenex                | Bauges, Sambuy                             | 45° 41′ 44″ N, 6° 16′ 19″ E | +000182, m            | +0500, m                  | Au cœur de la terre, & Spelunca n°52                        | 2010-01      |
| 126  | Gouffre A5-MT556                                   | Dingy-Saint-Clair        | Bornes, Mont Téret                         | 45° 55′ 32″ N, 6° 15′ 38″ E | +000181, m            | +0350, m                  | Spéléo 01 n°14                                              | 2000-12      |
| 127  | Abîme-glacière Noël-Perret                         | Arâches-la-Frasse        | Désert de Platé                            | 45° 59′ 20″ N, 6° 43′ 10″ E | +000180, m            | +0200, m                  | Spéléo dossiers n°17                                        | 2000-12      |
| 128  | Gouffre du Quinze                                  | Le Grand-Bornand         | Aravis                                     | 45° 57′ 46″ N, 6° 32′ 30″ E | +000180, m            | +1 000, m                 | Spéléométrie de la France & Spéléalpes n°9, p. 57           | 2000-12      |
| 129  | Tanne aux Pingouins                                | Dingy-Saint-Clair        | Parmelan                                   | 45° 56′ 37″ N, 6° 14′ 45″ E | +000180, m            | +0500, m                  | Scialet n°11                                                | 2000-12      |
| 130  | Gouffre D33                                        | Samoëns                  | Haut-Giffre                                | 46° 06′ 19″ N, 6° 47′ 34″ E | +000180, m            | +0602, m                  | Grottocenter                                                | 2000-12      |
| 131  | Gouffre Jacques                                    | Dingy-Saint-Clair        | Parmelan                                   | 45° 56′ 43″ N, 6° 14′ 53″ E | +000178, m            | NC m                      | Scialet n°15                                                | 2000-12      |
| 132  | Grotte de l'Ours                                   | Leschaux                 | Semnoz                                     | 45° 47′ 13″ N, 6° 06′ 20″ E | +000177, m            | +0658, m                  | spéleo Magazine n°92 page 28-29.                            | 2000-12      |
| 133  | Gouffre Duchamp                                    | Dingy-Saint-Clair        | Bornes                                     | 45° 55′ 57″ N, 6° 15′ 02″ E | +000176, m            | NC m                      | Scialet n°4                                                 | 2000-12      |
| 134  | Grotte de Mont Piton                               | Fillière                 | Plateau des Glières, montagne de Sous-Dîne | 46° 00′ 16″ N, 6° 20′ 14″ E | +000176, m            | +1 184, m                 | scasse.cds74.org                                            | 2019-07      |
| 135  | Gouffre Glacé                                      | Dingy-Saint-Clair        | Bornes, Mont Téret                         | 45° 55′ 33″ N, 6° 15′ 38″ E | +000175, m            | +0250, m                  | Scialet n°4                                                 | 2000-12      |
| 136  | Tanne du Second Souffle                            | Sixt-Fer-à-Cheval        | Chaîne des Fiz                             |                             | +000174, m            | +2 130, m                 | asvfspeleo                                                  | 2012-03      |
| 137  | Gouffre Lancelot (CE 8)                            | Samoëns, Massif du Criou | Haut-Giffre                                | 46° 05′ 15″ N, 6° 46′ 51″ E | +000170, m            | NC m                      | Spéléométrie de la France & Spéléalpes n°19                 | 2000-12      |
| 138  | Gouffre SC 1                                       | Samoëns                  | Haut-Giffre, Massif de Bostan              |                             | +000170, m            | NC m                      | scasse.cds74.org                                            | 2015-06      |
| 139  | Gouffre du 125 Pique                               | Samoëns                  | Haut-Giffre, Aouille de Criou              | 46° 05′ 19″ N, 6° 47′ 12″ E | +000169, m            | +0240, m                  | Spéléo dossiers n°20 & Les topographies du système du Criou | 2024-12      |
| 140  | Tanne du Z - Tanne aux Proverbes                   | Dingy-Saint-Clair        | Parmelan                                   | 45° 56′ 36″ N, 6° 14′ 49″ E | +000169, m            | +0649, m                  | Scialet n°12                                                | 2000-12      |
| 141  | Grotte de la Blonnière                             | Dingy-Saint-Clair        | Parmelan                                   | 45° 56′ 21″ N, 6° 14′ 50″ E | +000167, m            | +1 750, m                 | Scialet n°35                                                | 2015-06      |
| 142  | Gouffre Scylla                                     | Le Grand-Bornand         | Aravis                                     | 45° 57′ 39″ N, 6° 32′ 24″ E | +000167, m            | +0210, m                  | Scialet n°13 & Scialet n°18.                                | 2000-12      |
| 143  | Gouffre de Bellevue                                | Monnetier-Mornex         | Salève                                     | 46° 09′ 27″ N, 6° 13′ 13″ E | +000166, m            | +1 600, m                 | Spéléalpes n°24 & Grottocenter                              | 2022-08      |
| 144  | Gouffre C74                                        | Samoëns                  | Haut-Giffre                                | 46° 06′ 19″ N, 6° 48′ 07″ E | +000166, m            | +1 525, m                 | Grottocenter                                                | 2022-07      |
| 145  | Grotte de Balme                                    | Magland                  | Haut-Giffre                                | 46° 02′ 32″ N, 6° 37′ 02″ E | +000165, m            | +5 003, m                 | Spéléo magazine & hypogees.ch                               | 2015-06      |
| 146  | Gouffre L'Ain trouvable                            | Dingy-Saint-Clair        | Bornes, Mont Téret                         | 45° 55′ 10″ N, 6° 16′ 02″ E | +000165, m            | NC m                      | Spéléo 01 n°25                                              | 2000-12      |
| 147  | Gouffre de la Croix de Fer                         | Magland                  | Désert de Platé                            |                             | +000165, m            | NC m                      | Spéléométrie de la France                                   | 2000-12      |
| 148  | Tanne Bleue (RL 171)                               | Brizon                   | Rochers de Leschaux                        | 46° 01′ 12″ N, 6° 25′ 32″ E | +000165, m            | NC m                      | Spéléalpes n°7                                              | 2000-12      |
| 149  | Gouffre de l’Abandon-Puits Martine-grotte Richarme | Dingy-Saint-Clair        | Bornes, Mont Téret                         | 45° 54′ 53″ N, 6° 15′ 53″ E | +000164, m            | +0549, m                  | Spéléalpes n°16                                             | 2000-12      |
| 150  | Gouffre C31                                        | Samoëns                  | Haut-Giffre                                | 46° 06′ 24″ N, 6° 47′ 56″ E | +000163, m            | +0270, m                  | Grottocenter                                                | 2000-12      |
| 151  | Gouffre du Frigid’Air - Gouffre du Bonnet          | Dingy-Saint-Clair        | Parmelan                                   | 45° 56′ 54″ N, 6° 15′ 10″ E | +000163, m            | NC m                      | Spéléalpes N°17                                             | 2000-12      |
| 152  | Gouffre des Étoiles filantes                       | Dingy-Saint-Clair        | Parmelan                                   | 45° 57′ 01″ N, 6° 15′ 44″ E | +000162, m            | NC m                      | Scialet n°4                                                 | 2000-12      |
| 153  | La Victoire de Samothrace                          | Dingy-Saint-Clair        | Parmelan                                   | 45° 56′ 44″ N, 6° 14′ 46″ E | +000161, m            | NC m                      | Scialet n°14                                                | 2000-12      |
| 154  | Tanne du Bois Joli                                 | Dingy-Saint-Clair        | Parmelan                                   | 45° 57′ 11″ N, 6° 15′ 11″ E | +000161, m            | NC m                      | Scialet n°32                                                | 2003-01      |
| 155  | Gouffre de Tré l'Avouille (BV 63)                  | Bellevaux                | Chablais                                   | 46° 15′ 43″ N, 6° 33′ 17″ E | +000160, m            | NC m                      | Spéléométrie de la France & Spéléalpes n°2                  | 2005-01      |
| 156  | Gouffre le Buffalo                                 | Dingy-Saint-Clair        | Parmelan                                   | 45° 56′ 17″ N, 6° 15′ 01″ E | +000160, m            | NC m                      | Spéléalpes n°19                                             | 2000-12      |
| 157  | Gouffre des Pierres stagnantes                     | Sixt-Fer-à-Cheval        | Désert de Platé                            | 45° 58′ 33″ N, 6° 44′ 27″ E | +000160, m            | NC m                      | Spéléométrie de la France                                   | 2012-03      |
| 158  | Puits du Cairn                                     | Dingy-Saint-Clair        | Bornes, Mont Téret                         | 45° 55′ 53″ N, 6° 16′ 34″ E | +000159, m            | +0170, m                  | Scialet n°5                                                 | 2000-12      |
| 159  | Tanne des Grands Domaines                          | Dingy-Saint-Clair        | Bornes, Mont Téret                         | 45° 54′ 47″ N, 6° 15′ 30″ E | +000159, m            | +0290, m                  | Karstexplo                                                  | 2000-12      |
| 160  | Grotte des 3 C                                     | Seythenex                | Bauges, Sambuy                             | 45° 41′ 42″ N, 6° 16′ 05″ E | +000159, m            | +0845, m                  | Au cœur de la terre & Karsteau                              | 2010-01      |
| 161  | Tanne aux Boulets                                  | Dingy-Saint-Clair        | Parmelan                                   | 45° 56′ 46″ N, 6° 14′ 41″ E | +000158, m            | NC m                      | Scialet n°14 & Scialet n°34                                 | 2000-12      |
| 162  | Gouffre de la Meringue                             | Dingy-Saint-Clair        | Parmelan                                   | 45° 56′ 47″ N, 6° 14′ 59″ E | +000157, m            | NC m                      | Spéléométrie de la France & Scialet n°12                    | 2000-12      |
| 163  | AR 53                                              | Le Grand-Bornand         | Aravis                                     | 45° 57′ 42″ N, 6° 32′ 25″ E | +000155, m            | NC m                      | Spéléalpes n°9                                              | 2015-06      |
| 164  | Gouffre du Gros Pif                                | Brizon                   | Rochers de Leschaux                        | 46° 01′ 29″ N, 6° 26′ 53″ E | +000155, m            | +0180, m                  | Grottocenter                                                | 2000-12      |
| 165  | Tanne à Alice (PA 150)                             | Fillière                 | Parmelan                                   | 45° 57′ 43″ N, 6° 15′ 30″ E | +000155, m            | NC m                      | Spéléalpes n°5                                              | 2000-12      |
| 166  | Réseau de Combe Marto (tanne G'la, AR12, AR42)     | Le Reposoir              | Aravis                                     | 45° 58′ 02″ N, 6° 33′ 13″ E | +000154, m            | +3 500, m                 | Michel Delamette & Spéléalpes n°9                           | 2015-06      |
| 167  | Gouffre Christian (BV 86)                          | La Baume                 | Chablais                                   | 46° 15′ 37″ N, 6° 34′ 38″ E | +000154, m            | +343, m                   | Spéléalpes n°4                                              | 2005-01      |
| 168  | Trou Tauzore                                       | Magland                  | Désert de Platé                            |                             | +000154, m            | +0400, m                  | Spéléométrie de la France & Spéléo dossiers n°25            | 2000-12      |
| 169  | Tanne à Méhari                                     | Fillière                 | Parmelan                                   | 45° 57′ 35″ N, 6° 15′ 02″ E | +000152, m            | +1 003, m                 | Spéléalpes n°5 & Spéléalpes n°15                            | 2000-12      |
| 170  | Gouffre de la Voironnaise (PA 148)                 | Fillière                 | Parmelan                                   | 45° 57′ 35″ N, 6° 15′ 13″ E | +000151, m            | NC m                      | Spéléalpes n°3                                              | 2000-12      |
| 171  | Gouffre de l’Amitié                                | Dingy-Saint-Clair        | Parmelan                                   | 45° 56′ 18″ N, 6° 14′ 57″ E | +000150, m            | NC m                      | Spéléalpes n°10, n°11 & Spéléalpes n°15                     | 2000-12      |
| 172  | Gouffre de la Dalle                                | Le Reposoir              | Aravis                                     |                             | +000150, m            | NC m                      | Spéléométrie de la France                                   | 2000-12      |
| 173  | Gouffre du Cassey                                  | Talloires-Montmin        | La Tournette                               | 45° 49′ 41″ N, 6° 16′ 34″ E | +000150, m            | +1 050, m                 | Scialet n°3                                                 | 2000-12      |
| 174  | Puits du Brochet                                   | Brizon                   | Rochers de Leschaux                        | 46° 01′ 16″ N, 6° 25′ 27″ E | +000150, m            | NC m                      | Spéléalpes n°7                                              | 2000-12      |

## Cavités de la Haute-Savoie (France) dont la dénivellation est comprise entre100 mètreset149 mètres
105 cavités sont recensées dans cette « classe IV » au 31-12-2021.
| Réf. | Cavités (autres noms)                    | Communes                | Massifs ou zones géographiques             | Coordonnées (WGS 84)        | Dénivelée (en mètres) | Développement (en mètres) | Sources ou références                            | Mises à jour |
| ---- | ---------------------------------------- | ----------------------- | ------------------------------------------ | --------------------------- | --------------------- | ------------------------- | ------------------------------------------------ | ------------ |
| 175  | Grotte des Crânes                        | Beaumont                | Salève                                     | 46° 05′ 20″ N, 6° 07′ 07″ E | +000148, m            | +2 871, m                 | hypogees.ch                                      | 2015-06      |
| 176  | Gouffre de l' Avouille (C1)              | Samoëns                 | Haut-Giffre, Massif de Bostan              |                             | +000147, m            | NC m                      | Spéléalpes n°3                                   | 2000-01      |
| 177  | Exsurgence des Tours                     | Thônes                  | La Tournette                               | 45° 50′ 03″ N, 6° 17′ 24″ E | +000146, m            | +1 620, m                 | Scialet n°31                                     | 2012-03      |
| 178  | Tanne de la Bonne Augure                 | Dingy-Saint-Clair       | Parmelan                                   | 45° 56′ 54″ N, 6° 14′ 59″ E | +000145, m            | +0440, m                  | Grottocenter                                     | 2000-12      |
| 179  | Gouffre PJC2 (AR 45)                     | Le Reposoir             | Aravis, Pointe Percée                      | 45° 58′ 06″ N, 6° 32′ 48″ E | +000145, m            | +1 000, m                 | Spéléométrie de la France & Spéléalpes n°6       | 2000-12      |
| 180  | Trou des Hauts Savoyards                 | Dingy-Saint-Clair       | Bornes, Mont Téret                         | 45° 55′ 52″ N, 6° 16′ 40″ E | +000145, m            | NC m                      | Spéléalpes n°7                                   | 2000-12      |
| 181  | Gouffre MS 50                            | Seythenex               | Bauges, Sambuy                             | 45° 41′ 48″ N, 6° 16′ 03″ E | +000144, m            | +0290, m                  | Au cœur de la terre & karstexplo.fr              | 2010-01      |
| 182  | Gouffre du Mikado                        | Magland                 | Haut-Giffre                                | 46° 01′ 33″ N, 6° 36′ 16″ E | +000143, m            | +2 000, m                 | Spéléalpes n°12                                  | 2015-06      |
| 183  | Gouffre des Sueurs Froides               | Sixt-Fer-à-Cheval       | Haut-Giffre                                | 46° 07′ 08″ N, 6° 52′ 39″ E | +000142, m            | NC m                      | Spéléalpes n°26                                  | 2022-08      |
| 184  | Gouffre du Brontosaure                   | Dingy-Saint-Clair       | Parmelan                                   | 45° 57′ 20″ N, 6° 15′ 05″ E | +000142, m            | NC m                      | Spéléalpes n°11                                  | 2000-12      |
| 185  | Gouffre du Jallouvre                     | Glières-Val-de-Borne    | Bornes                                     | 45° 59′ 46″ N, 6° 27′ 10″ E | +000141, m            | +0220, m                  | Grottocenter & Scialet n°9                       | 2015-06      |
| 186  | Le gouffre des Mutants                   | Dingy-Saint-Clair       | Parmelan                                   | 45° 57′ 25″ N, 6° 15′ 09″ E | +000140, m            | +0245, m                  | Spéléalpes n°7                                   | 2000-12      |
| 187  | Gouffre de l’Alpenstock (AV8)            | Sixt-Fer-à-Cheval       | Haut-Giffre                                | 46° 06′ 12″ N, 6° 49′ 05″ E | +000140, m            | +0275, m                  | Grottocenter                                     | 2000-12      |
| 188  | Gouffre des Forts de Platé               |                         | Désert de Platé                            | 45° 58′ 38″ N, 6° 42′ 56″ E | +000140, m            | NC m                      | Spéléométrie de la France                        | 2000-12      |
| 189  | Gouffre du Grenier ou CF 06              | Samoëns                 | Haut-Giffre, Massif du Criou               | 46° 05′ 27″ N, 6° 47′ 38″ E | +000140, m            | +0447, m                  | Spéléalpes n°8                                   | 2000-12      |
| 190  | Gouffre du Pro                           |                         | Désert de Platé                            |                             | +000140, m            | NC m                      | Spéléométrie de la France                        | 2000-12      |
| 191  | Gouffre A7                               | Samoëns                 | Haut-Giffre, Massif de Bostan              |                             | +000140, m            | NC m                      | scasse.cds74.org                                 | 2015-06      |
| 192  | Gouffre René (BV 30)                     | Bellevaux               | Chablais, Plateau de Niflon                | 46° 15′ 39″ N, 6° 33′ 38″ E | +000140, m            | NC m                      | Spéléalpes n°2 & Grottocenter                    | 2005-01      |
| 193  | Gouffre du Nouveau-né                    | Samoëns                 | Haut-Giffre                                | 46° 05′ 03″ N, 6° 47′ 14″ E | +000140, m            | NC m                      | Spéléométrie de la France & Spéléo dossiers n°18 | 2000-12      |
| 194  | Réseau des Tervelles                     | La Balme-de-Thuy        | Dent de Cruet                              | 45° 51′ 42″ N, 6° 15′ 33″ E | +000139, m            | +0772, m                  | Scialet n°17                                     | 2000-12      |
| 195  | Gouffre CP6 - CP53                       | Samoëns                 | Haut-Giffre                                | 46° 07′ 07″ N, 6° 47′ 55″ E | +000139, m            | +0301, m                  | GS Vulcain                                       | 2022-08      |
| 196  | Tanne aux Gants (RL 48)                  | Brizon                  | Rochers de Leschaux                        | 46° 01′ 35″ N, 6° 26′ 42″ E | +000137, m            | +0228, m                  | Scialet n°31                                     | 2002-12      |
| 197  | Gouffre Jeannot                          | Magland                 | Désert de Platé                            |                             | +000136, m            | NC m                      | Spéléométrie de la France & Spéléo dossiers n°18 | 2000-12      |
| 198  | Tanne au Bison                           | Dingy-Saint-Clair       | Parmelan                                   | 45° 56′ 58″ N, 6° 15′ 16″ E | +000136, m            | NC m                      | Scialet n°15                                     | 2000-12      |
| 199  | Gouffre de la Douche Froide              | Saint-Jorioz            | Bauges, Semnoz                             | 45° 47′ 57″ N, 6° 06′ 47″ E | +000136, m            | +0220, m                  | karstexplo.fr                                    | 2010-01      |
| 200  | Gouffre Léonard                          | Bellevaux               | Chablais                                   | 46° 15′ 48″ N, 6° 33′ 12″ E | +000135, m            | +200, m                   | Spéléalpes n°3                                   | 2005-01      |
| 201  | Gouffre D11                              | Samoëns                 | Haut-Giffre                                | 46° 06′ 25″ N, 6° 47′ 44″ E | +000135, m            | +0339, m                  | Grottocenter                                     | 2000-12      |
| 202  | Tanne au Bouchons                        | Dingy-Saint-Clair       | Parmelan                                   | 45° 56′ 43″ N, 6° 14′ 36″ E | +000135, m            | NC m                      | Scialet n°15                                     | 2000-12      |
| 203  | Tanne de l'Oubliée ou du Vagin           | Dingy-Saint-Clair       | Bornes, Mont Téret                         | 45° 55′ 43″ N, 6° 16′ 35″ E | +000135, m            | +0260, m                  | Spéléalpes n°7 & Spéléalpes n°15                 | 2000-12      |
| 204  | Gouffre B 39                             | Samoëns                 | Haut-Giffre, Massif de Bostan              |                             | +000134, m            | NC m                      | Spéléalpes n°5                                   | 2000-12      |
| 205  | Gouffre Camisole 1 (B 30)                | Samoëns                 | Haut-Giffre, Massif de Bostan              |                             | +000134, m            | NC m                      | scasse.cds74.org & Spéléalpes n°3                | 2000-12      |
| 206  | Gouffre MS 9                             | Seythenex               | Bauges, Sambuy                             | 45° 41′ 43″ N, 6° 16′ 19″ E | +000134, m            | +0300, m                  | Au cœur de la terre                              | 2010-01      |
| 207  | Gouffre du Nautile                       | Mont-Saxonnex           | Bargy                                      |                             | +000132, m            | NC m                      | Spéléométrie de la France                        | 2000-12      |
| 208  | Gouffre Maurice                          | Fillière                | Parmelan                                   | 45° 57′ 37″ N, 6° 16′ 06″ E | +000132, m            | +0194, m                  | Scialet n°26                                     | 2000-12      |
| 209  | Puits Sacré Casteret                     | Dingy-Saint-Clair       | Parmelan                                   | 45° 57′ 06″ N, 6° 15′ 21″ E | +000132, m            | +0202, m                  | Spéléalpes n°3                                   | 2000-12      |
| 210  | Tanne au Bisou                           | Dingy-Saint-Clair       | Parmelan                                   | 45° 56′ 59″ N, 6° 15′ 42″ E | +000132, m            | NC m                      | Scialet n°16                                     | 2000-12      |
| 211  | Gouffre Bilbo et tanne de la Pointerolle | Dingy-Saint-Clair       | Bornes, Mont Téret                         | 45° 55′ 38″ N, 6° 15′ 59″ E | +000130, m            | +0230, m                  | Scialet n°5 & karstexplo.fr                      | 2000-12      |
| 212  | Gouffre B 64                             | Samoëns                 | Haut-Giffre, Massif de Bostan              |                             | +000130, m            | NC m                      | scasse.cds74.org                                 | 2015-06      |
| 213  | Tanne Sans Fond (BV 19)                  | Bellevaux               | Chablais, Plateau de Niflon                | 46° 15′ 38″ N, 6° 33′ 49″ E | +000130, m            | +180, m                   | Spéléalpes n°2 & 19                              | 2005-01      |
| 214  | Gouffre FLT 15                           | Le Grand-Bornand        | Aravis                                     | 45° 57′ 35″ N, 6° 32′ 36″ E | +000130, m            | NC m                      | Scialet n°18.                                    | 2000-12      |
| 215  | Gouffre des Ecoplés                      | Dingy-Saint-Clair       | Bornes                                     | 45° 55′ 51″ N, 6° 17′ 09″ E | +000130, m            | NC m                      | Spéléométrie de la France                        | 2000-12      |
| 216  | Tanne au Glacier                         | Brizon                  | Rochers de Leschaux                        | 46° 01′ 19″ N, 6° 25′ 30″ E | +000130, m            | NC m                      | Spéléalpes n°7                                   | 2000-12      |
| 217  | Tanne du Glacier Suspendu                | Dingy-Saint-Clair       | Parmelan                                   | 45° 56′ 57″ N, 6° 15′ 07″ E | +000130, m            | +0250, m                  | Scialet n°5                                      | 2000-12      |
| 218  | Gouffre des Jumeaux (PA 250)             | Dingy-Saint-Clair       | Parmelan                                   | 45° 57′ 16″ N, 6° 15′ 36″ E | +000130, m            | +0178, m                  | Spéléalpes n°12                                  | 2004-12      |
| 219  | Grotte de Ouatapan                       | Vailly                  | Bornes                                     | 46° 17′ 10″ N, 6° 34′ 09″ E | +000129, m            | NC m                      | Spéléométrie de la France & Spéléalpes n°2       | 2000-12      |
| 220  | Gouffre Lance l'Eau                      | Dingy-Saint-Clair       | Parmelan                                   |                             | +000128, m            | NC m                      | Spéléalpes N°18                                  | 2000-12      |
| 221  | Antre des Titans (PA 235)                | Fillière                | Parmelan                                   | 45° 57′ 12″ N, 6° 15′ 46″ E | +000127, m            | +0340, m                  | Spéléalpes n°8                                   | 2000-12      |
| 222  | Gouffre L13                              | Les Villards-sur-Thônes | Mont Lachat (massif des Bornes)            | 45° 55′ 33″ N, 6° 21′ 05″ E | +000126, m            | +0176, m                  | Scialet n°10                                     | 2005-01      |
| 223  | Gouffre LP23                             | Samoëns                 | Haut-Giffre                                | 46° 06′ 46″ N, 6° 47′ 59″ E | +000126, m            | +0368, m                  | Grottocenter                                     | 2000-12      |
| 224  | Gouffre du Retour                        | Mont-Saxonnex           | Bargy                                      | 46° 00′ 32″ N, 6° 27′ 28″ E | +000126, m            | +0241, m                  | scasse.cds74.org                                 | 2022-08      |
| 225  | Tanne J'assume                           | Sixt-Fer-à-Cheval       | Désert de Platé, Rochers des Fiz           | 45° 59′ 34″ N, 6° 46′ 15″ E | +000123, m            | +0182, m                  | Spéléo dossiers n°20                             | 2000-12      |
| 226  | Gouffre de l'Arpette                     | Dingy-Saint-Clair       | Bornes, massif Tête Ronde-Tête Noire       | 45° 55′ 21″ N, 6° 17′ 01″ E | +000123, m            | +0395, m                  | Scialet n°14                                     | 2000-01      |
| 227  | Gouffre de Tête Ronde                    | Dingy-Saint-Clair       | Bornes, massif Tête Ronde-Tête Noire       | 45° 55′ 26″ N, 6° 17′ 06″ E | +000122, m            | +0305, m                  | Spéléalpes n°10                                  | 2000-01      |
| 228  | Grotte de Mégevette                      | Mégevette               | Chablais                                   | 46° 11′ 09″ N, 6° 29′ 27″ E | +000122, m            | +2 046, m                 | Spéléo magazine n°91 & Grottocenter              | 2015-06      |
| 229  | Gouffre des Portes de l’Enfer            | Le Reposoir             | Aravis Chaine du Bargy                     | 46° 00′ 12″ N, 6° 28′ 40″ E | +000122, m            | +0190, m                  | Karstexplo.fr                                    | 2000-12      |
| 230  | Gouffre CAF 901                          | Fillière                | Parmelan                                   | 45° 57′ 34″ N, 6° 15′ 36″ E | +000122, m            | +0253, m                  | Scialet n°33                                     | 2004-12      |
| 231  | Gouffre LP19                             | Samoëns                 | Haut-Giffre                                | 46° 06′ 50″ N, 6° 48′ 13″ E | +000121, m            | +0183, m                  | Grottocenter                                     | 2000-12      |
| 232  | Tanne aux Limaces (RL 126)               | Brizon                  | Rochers de Leschaux                        | 46° 01′ 23″ N, 6° 25′ 49″ E | +000121, m            | NC m                      | Grottocenter & Scialet n°32                      | 2000-12      |
| 233  | Gouffre GP 7                             | Dingy-Saint-Clair       | Bornes, Mont Téret                         | 45° 54′ 51″ N, 6° 15′ 43″ E | +000120, m            | NC m                      | Karstexplo                                       | 2000-12      |
| 234  | Gouffre Guillaume                        | Dingy-Saint-Clair       | Bornes, Mont Téret                         | 45° 54′ 56″ N, 6° 15′ 06″ E | +000120, m            | NC m                      | Spéléalpes n°8                                   | 2000-12      |
| 235  | Gouffre Le Cul de Mamouth (E113)         | Manigod                 | Aravis, Etale                              | 45° 51′ 02″ N, 6° 26′ 35″ E | +000118, m            | NC m                      | Spéléométrie de la France & Spéléalpes n°11      | 2000-12      |
| 236  | Gouffre du Sérac                         | Dingy-Saint-Clair       | Parmelan                                   | 45° 57′ 07″ N, 6° 15′ 38″ E | +000115, m            | NC m                      | Scialet n°11                                     | 2000-12      |
| 237  | Gouffre CH3                              | Samoëns                 | Haut-Giffre                                | 46° 06′ 22″ N, 6° 48′ 26″ E | +000115, m            | +0420, m                  | Grottocenter                                     | 2000-12      |
| 238  | Grotte de Barme Froide                   | Sixt-Fer-à-Cheval       | Haut-Giffre                                | 45° 59′ 04″ N, 6° 44′ 55″ E | +000115, m            | +4 831, m                 | Hypogées & Spéléalpes n°9.                       | 2012-03      |
| 239  | Tanne de l'Attilanne                     | Dingy-Saint-Clair       | Bornes, Mont Téret                         | 45° 55′ 02″ N, 6° 16′ 06″ E | +000114, m            | NC m                      | Spéléalpes n°16                                  | 2000-12      |
| 240  | Gouffre de l’Aulp Riant                  | Alex                    | Dents de Lanfon                            | 45° 51′ 07″ N, 6° 15′ 26″ E | +000114, m            | +1 493, m                 | Spéléalpes n°13                                  | 2000-12      |
| 241  | Gouffre Marylène - gouffre de l'Estomac  | Dingy-Saint-Clair       | Bornes, Mont Téret                         | 45° 56′ 01″ N, 6° 16′ 38″ E | +000113, m            | +0210, m                  | Scialet n°5                                      | 2000-12      |
| 242  | Grotte du Maquis                         | La Balme-de-Thuy        |                                            | 45° 52′ 18″ N, 6° 15′ 51″ E | +000113, m            | +1 750, m                 | Grottocenter                                     | 2000-12      |
| 243  | Tanne des Revenants                      | Sixt-Fer-à-Cheval       | Haut-Giffre                                | 46° 05′ 17″ N, 6° 48′ 37″ E | +000113, m            | +0330, m                  | Scialet n°17                                     | 2012-03      |
| 244  | Gouffre BInguin cui-cui (B88)            | Samoëns                 | Haut-Giffre, Massif de Bostan              |                             | +000113, m            | +0420, m                  | Spéléalpes n°5 & scasse.cds74.org                | 2000-12      |
| 245  | Gouffre de Cruet                         | La Balme-de-Thuy        | Dents de Lanfon                            | 45° 51′ 54″ N, 6° 15′ 35″ E | +000113, m            | +0252, m                  | Spéléométrie de la France                        | 2000-12      |
| 246  | Gouffre CH17                             | Samoëns                 | Haut-Giffre                                | 46° 06′ 24″ N, 6° 48′ 43″ E | +000112, m            | +0315, m                  | Grottocenter                                     | 2000-12      |
| 247  | Tanne de la Grassette                    | Dingy-Saint-Clair       | Parmelan                                   | 45° 56′ 49″ N, 6° 14′ 34″ E | +000112, m            | NC m                      | Scialet n°35                                     | 2000-12      |
| 248  | Gouffre de La Bajulaz (TO 76)            | Talloires-Montmin       | Bornes                                     | 45° 49′ 20″ N, 6° 17′ 18″ E | +000112, m            | +0725, m                  | Spéléalpes n°24 & Spéléalpes n°10.               | 2000-12      |
| 249  | Tanne à Mumu ou TO 407                   | Fillière                | Plateau des Glières, montagne de Sous-Dîne |                             | +000111, m            | +0125, m                  | scasse.cds74.org                                 | 2008-08      |
| 250  | Gouffre BBS 20                           | Dingy-Saint-Clair       | Bornes, Mont Téret                         | 45° 55′ 13″ N, 6° 15′ 31″ E | +000110, m            | NC m                      | Spéléalpes n°8                                   | 2000-12      |
| 251  | Gouffre des Chimères                     | Talloires-Montmin       | Bornes, Rocher du Roux                     | 45° 49′ 26″ N, 6° 15′ 19″ E | +000110, m            | +0220, m                  | Spéléalpes n°8                                   | 2000-12      |
| 252  | Gouffre C2 (B 1001)                      | Samoëns                 | Haut-Giffre, Massif de Bostan              |                             | +000110, m            | NC m                      | Spéléalpes n°3 & scasse.cds74.org                | 2000-12      |
| 253  | Gouffre BBS 55                           | Dingy-Saint-Clair       | Bornes, Mont Téret                         | 45° 55′ 19″ N, 6° 15′ 49″ E | +000110, m            | NC m                      | Spéléo 01 n°10                                   | 2000-12      |
| 254  | Grotte-gouffre du Rocher de la Motte     | Bellevaux               | Chablais, Plateau de Niflon                | 46° 14′ 08″ N, 6° 32′ 29″ E | +000110, m            | +180, m                   | Spéléalpes n°2 & Grottocenter                    | 2005-01      |
| 255  | Grotte de Banges                         | Allèves                 | Bauges, Semnoz                             | 45° 44′ 14″ N, 6° 06′ 08″ E | +000109, m            | +5 425, m                 | ffessmaura.fr & Le fil n°28                      | 2010-01      |
| 256  | Tanne aux Mouflons-Tanne aux Bouquetins  | Serraval, Les Clefs     | La Tournette                               | 45° 49′ 19″ N, 6° 17′ 48″ E | +000109, m            | +0430, m                  | Spéléalpes n°11                                  | 2005-01      |
| 257  | Grotte de l'Anniversaire                 | Onnion                  | Plaine Joux                                | 46° 11′ 10″ N, 6° 28′ 54″ E | +000109, m            | +0463, m                  | Grottocenter                                     | 2005-01      |
| 258  | Gouffre des Coléoptéres                  | Sixt-Fer-à-Cheval       | Désert de Platé, Rochers des Fiz           | 45° 58′ 46″ N, 6° 46′ 31″ E | +000107, m            | +0364, m                  | Spéléalpes n°8 & Spéléo dossiers n°22            | 2000-12      |
| 259  | Gouffre C14                              | Samoëns                 | Haut-Giffre                                | 46° 06′ 24″ N, 6° 47′ 47″ E | +000107, m            | +0495, m                  | Grottocenter                                     | 2000-12      |
| 260  | Gouffre Stella Marco                     | Mont-Saxonnex           | Rochers de Leschaux                        | 46° 01′ 48″ N, 6° 27′ 37″ E | +000107, m            | +0157, m                  | Grottocenter                                     | 2000-12      |
| 261  | Gouffre de l'Etale (E 3)                 | Manigod                 | Aravis, Etale                              | 45° 50′ 52″ N, 6° 26′ 17″ E | +000107, m            | +0273, m                  | Scialet n°33                                     | 2000-12      |
| 262  | Gouffre BBS36                            | Dingy-Saint-Clair       | Bornes, Mont Téret                         | 45° 56′ 01″ N, 6° 16′ 38″ E | +000106, m            | NC m                      | Spéléalpes n°8                                   | 2000-12      |
| 263  | Gouffre B 60                             | Samoëns                 | Haut-Giffre, Massif de Bostan              |                             | +000106, m            | NC m                      | Spéléalpes n°8                                   | 2000-12      |
| 264  | Gouffre L17                              | Samoëns                 | Haut-Giffre                                |                             | +000105, m            | +0114, m                  | GS Vulcain                                       | 2022-08      |
| 265  | Gouffre d'Antaïos                        | Fillière                | Parmelan                                   | 45° 57′ 44″ N, 6° 15′ 41″ E | +000105, m            | NC m                      | Spéléalpes n°8                                   | 2000-12      |
| 266  | Gouffre Louis Meynet                     | Bellevaux               | Chablais, Plateau de Niflon                |                             | +000105, m            | NC m                      | Spéléalpes n°2                                   | 2005-01      |
| 267  | Gouffre du Plan de l'Aigle               | Fillière                | Parmelan                                   | 45° 57′ 46″ N, 6° 16′ 04″ E | +000105, m            | +0121, m                  | Spéléalpes n°7                                   | 2000-12      |
| 268  | Trou de l'Ilot                           | Glières-Val-de-Borne    | Plateau des Glières, montagne de Sous-Dîne | 46° 00′ 13″ N, 6° 21′ 52″ E | +000104, m            | +0367, m                  | scasse.cds74.org                                 | 2022-08      |
| 269  | Gouffre L25                              | Samoëns                 | Haut-Giffre                                | 46° 06′ 54″ N, 6° 48′ 32″ E | +000103, m            | +0121, m                  | Grottocenter                                     | 2000-12      |
| 270  | Gouffre Le Caecilia                      | Dingy-Saint-Clair       | Bornes, massif Tête Ronde-Tête Noire       | 45° 55′ 45″ N, 6° 17′ 24″ E | +000103, m            | +0605, m                  | Spéléalpes n°9 & Scialet n°36                    | 2000-01      |
| 271  | Gouffre des Tignerets                    | Abondance               | Chablais                                   | 46° 18′ 05″ N, 6° 41′ 43″ E | +000103, m            | NC m                      | Spéléalpes n°2 & Grottocenter                    | 2000-01      |
| 272  | Tanne du Choucas                         | Dingy-Saint-Clair       | Parmelan                                   | 45° 56′ 55″ N, 6° 14′ 30″ E | +000103, m            | NC m                      | Spéléométrie de la France & Spéléalpes n°5       | 2000-12      |
| 273  | Gouffre La Fissure de Lapiaz             | Dingy-Saint-Clair       | Parmelan                                   | 45° 57′ 05″ N, 6° 15′ 17″ E | +000101, m            | NC m                      | Scialet n°5                                      | 2000-12      |
| 274  | Gouffre MS 22                            | Seythenex               | Bauges, Sambuy                             | 45° 41′ 34″ N, 6° 16′ 07″ E | +000100, m            | +0130, m                  | Au cœur de la terre                              | 2010-01      |
| 275  | BV 4                                     | Bellevaux               | Chablais, Plateau de Niflon                | 46° 15′ 39″ N, 6° 33′ 27″ E | +000100, m            | +240, m                   | Spéléalpes n°2                                   | 2005-01      |
| 276  | Grotte des Clus                          | Passy                   | Désert de Platé, Rochers des Fiz           | 46° 00′ 05″ N, 6° 46′ 38″ E | +000100, m            | +0305, m                  | Spéléalpes n°9                                   | 2000-12      |
| 277  | Gouffre des Mentalo (RL 5)               | Brizon                  | Rochers de Leschaux                        | 46° 01′ 05″ N, 6° 25′ 04″ E | +000100, m            | +0100, m                  | Grottocenter                                     | 2000-12      |
| 278  | Grotte de l’Herminière                   | Dingy-Saint-Clair       | Parmelan                                   | 45° 57′ 08″ N, 6° 15′ 08″ E | +000100, m            | NC m                      | Spéléalpes n°17                                  | 2000-12      |
| 279  | Puits du Méandre                         | Dingy-Saint-Clair       | Bornes, Mont Téret                         | 45° 55′ 52″ N, 6° 16′ 22″ E | +000100, m            | +0120, m                  | Spéléométrie de la France                        | 2000-12      |